# Навруз (Дустликский район)
Навруз (узб. Navroʻz / Наврўз) — посёлок городского типа, расположенный на территории Дустликского района Джизакской области Республики Узбекистан.

Статус посёлка городского типа с 2009 года.